# Alessia Tognolli
Alessia Tognolli (Venecia, 28 de enero de 1981) es una deportista italiana que compitió en esgrima, especialista en la modalidad de sable.
Ganó dos medallas en el Campeonato Mundial de Esgrima, oro en 1999 y plata en 2000, y dos medallas en el Campeonato Europeo de Esgrima, plata en 2001 y bronce en 2000.

## Palmarés internacional
| Campeonato Mundial | Campeonato Mundial   | Campeonato Mundial | Campeonato Mundial |
| Año                | Lugar                | Medalla            | Prueba             |
| ------------------ | -------------------- | ------------------ | ------------------ |
| 1999               | Seúl (Corea del Sur) | Medalla de oro     | Sable por equipos  |
| 2000               | Budapest (Hungría)   | Medalla de plata   | Sable por equipos  |
| Campeonato Europeo |                      |                    |                    |
| Año                | Lugar                | Medalla            | Prueba             |
| 2000               | Funchal (Portugal)   | Medalla de bronce  | Sable por equipos  |
| 2001               | Coblenza (Alemania)  | Medalla de plata   | Sable por equipos  |